# Oubritenga (tỉnh)
Oubritenga là một trong 45 tỉnh của Burkina Faso, tọa lạc ở vùng Plateau-Central. Tỉnh này có dân số năm 1996 là 197.237 người, mật độ dân số là 71,00 người/km² 
Thủ phủ là Ziniaré.
Oubritenga được chia thành 5 tổng:
- Absouya
- Dapelogo (tổng)
- Loumbila
- Ziniare
- Zigenga